# Irena Szewińska

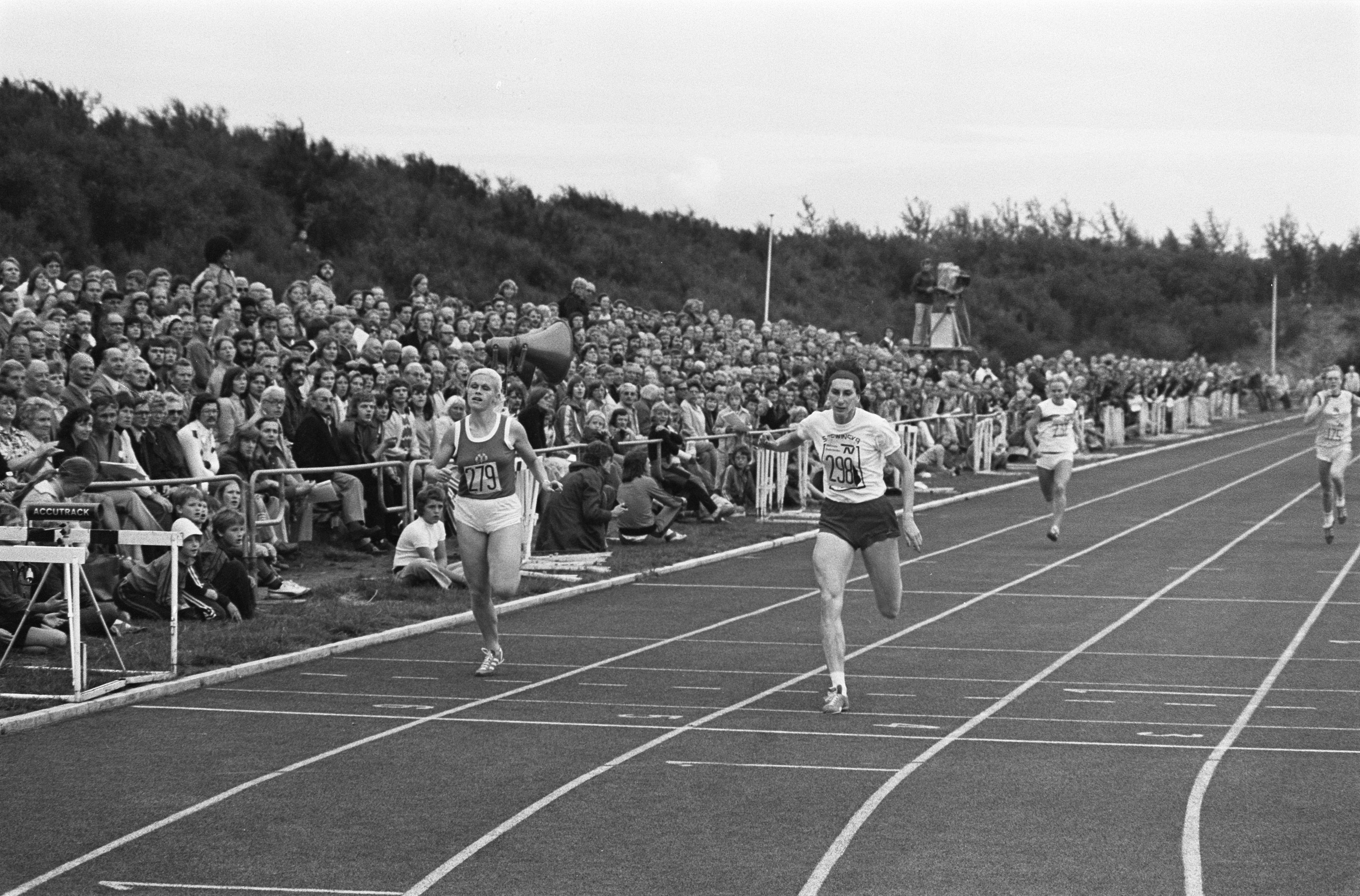
Győzelem 200 méteren 1975-ben, a Papendal Stadionban (Hollandia)

Irena Szewińska, leánykori nevén Irena Kirszenstein (Leningrád, 1946. május 24. – Varsó, 2018. június 29.) többszörös olimpiai- és Európa-bajnok lengyel atléta, aki közel húsz éven keresztül több versenyszámban is a világ élvonalába tartozott. Ő az egyetlen futó, aki 100, 200 és 400 méteren is világrekordot állított fel

## Pályafutása
Édesapja zsidó származású lenygel volt varsóból, aki a második világháború éveiben Szamarkandban nyert felvételt a Leningrádból oda evakuált filmmérnöki főiskolára. Ott ismerkedett meg leendő, kijevi születésű ukrán származású feleségével. A háború után – a főiskolát követve – Leningrádba költöztek, itt született Irena. Amikor Irena egyéves volt a család Lengyelországba költözött.
1964 és 1980 között öt alkalommal vett részt a nyári olimpiai játékokon, és összesen hét érmet szerzett. Hatszor döntötte meg a világrekordot, és az egyedüli olyan atléta, aki világrekordot ért el mind a 100 méteres, 200 méteres és 400 méteres futószámokban. Az atlétikai Európa-bajnokságokon összesen tizenhárom érmet nyert el. Az 1965–1979 közötti időszakban 26-szor lett lengyel országos bajnok a 100 méteres, 200 méteres, 400 méteres síkfutásban, 4 × 400 méteres váltófutásban és távolugrásban.
1965-ben Lengyelországban az év atlétájának választották. 1967-ben összeházasodott Janusz Szewiński sportfotóssal, aki 1973-tól az edzője lett. 1970-ben fia, Andrzej születése és egy sérülés miatt egy évig nem edzett, de az 1972-es müncheni olimpiai játékokon már ismét a korábbi szinten versenyzett.
1974-ben a nők közül elsőként törte át az 50 másodperces határt 400 méteren, és 22,21 másodperccel új világrekordot állított fel 200 méteren. Ebben a szezonban világelső volt 100 méteren, 200 méteren és 400 méteren is.
Utolsó olimpiai érmét 1976-ban Montréalban szerezte 400 méteren, 49,29 másodperces világrekorddal. Az első Atlétikai Világkupán 1977-ben első lett 200 méteren és 400 méteren, maga mögött hagyva az esélyes Bärbel Wöckelt és Marita Kochot. Az 1980-as moszkvai olimpiai játékokon kora miatt esélytelenként indult, nem szerzett érmet, és ezt követően visszavonult a versenyzéstől.
Hét alkalommal volt világelső a 200 méteres síkfutásban, négyszer a 400 méteres síkfutásban, kétszer a 100 méteres síkfutásban, illetve háromszor távolugrásban.
2004-től a Lengyel Atlétikai Szövetség vezetője és a Nemzetközi Olimpiai Bizottság tagja.
2005. augusztus 3-án a Nemzetközi Atlétikai Szövetség tanácsába választották.
Szerepel az International Jewish Sports Hall of Fame-ben.

## Fordítás
Ez a szócikk részben vagy egészben az Irena Szewińska című angol Wikipédia-szócikk ezen változatának fordításán alapul.  Az eredeti cikk szerkesztőit annak laptörténete sorolja fel. Ez a jelzés csupán a megfogalmazás eredetét és a szerzői jogokat jelzi, nem szolgál a cikkben szereplő információk forrásmegjelöléseként.